# NGC 3386
NGC 3386 في الفهرس العام الجديد، هي مجرة، تقع في كوكبة السدس. اكتشفت في 9 أبريل 1828 بواسطة جون هيرشل.

## روابط خارجية
- NGC 3386 على موقع ويكي سكاي: DSS2, SDSS, GALEX, IRAS, Hydrogen α, X-Ray, Astrophoto, Sky Map, Articles and images